# Horní Rozmyšl
Horní Rozmyšl (németül: Roßmeisl) Dolní Nivy településrésze Csehországban a Karlovy Vary-i kerület Sokolovi járásában. Központi községétől 2,5 km-re északkeletre fekszik. A 2001-es népszámlálási adatok szerint 29 lakóháza és 44 lakosa van.